# سنت داگمالز
سنت داگمالز (به انگلیسی: St Dogmaels) یک منطقهٔ مسکونی در بریتانیا است که در پمبروکشر واقع شده‌است. سنت داگمالز ۱٬۳۵۳ نفر جمعیت دارد.